# Toxophora brideliae
Toxophora brideliae är en tvåvingeart som först beskrevs av Ephraim Porter Felt 1920.  Toxophora brideliae ingår i släktet Toxophora och familjen gallmyggor.
Artens utbredningsområde är Filippinerna. Inga underarter finns listade i Catalogue of Life.